# Ilka Gedő
Ilka Gedő (Budapeste, 26 de maio de 1921 – Budapeste, 19 de junho de 1985) foi uma pintora e artista gráfica húngara. Seu trabalho sobrevive a décadas de perseguição e repressão, primeiro pelo regime semifascista das décadas de 1930 e 1940 e depois, após um breve intervalo de relativa liberdade entre 1945 e 1949, pelo regime comunista das décadas de 1950 a 1989. Na primeira fase de sua carreira, que chegou ao fim em 1949, ela criou um grande número de desenhos que podem ser divididos em várias séries. A partir de 1964, ela retomou suas atividades artísticas criando pinturas a óleo.
Ilka Gedő é uma das mestras solitárias da arte húngara. Ela não está vinculada nem à vanguarda nem às tendências tradicionais. Seu método criativo incomparável torna impossível compará-la com outros artistas.

## Biografia
Ilka Gedő nasceu do casamento de Simon Gedő e Elza Weiszkopf. Seu pai era professor na escola secundária judaica, sua mãe trabalhava como escriturária. Alguns dos principais escritores e artistas húngaros da época estavam entre o círculo de amigos da família e ela teve todas as oportunidades de se tornar uma artista educada e sensível. Estudou em uma escola secundária com o nome de Új Iskola (Nova Escola) que oferecia um currículo e métodos de ensino inovadores.